# 멜빈 리처드슨
멜빈 미셸 피에르 리처드슨(프랑스어: Melvyn Michel Pierre Richardson, 1997년 1월 31일~)은 프랑스의 핸드볼 선수로 포지션은 라이트백이다. 현재 스페인 리그의 FC 바르셀로나와 프랑스 핸드볼 국가대표팀 소속으로 뛰고 있다.
프랑스 핸드볼 국가대표 선수였던 잭슨 리처드슨의 아들로도 잘 알려져 있다.